# Plan P
El Plan P es una operación militar ideada por el general republicano Vicente Rojo Lluch en el contexto de la guerra civil española, para atacar la zona del frente situado en las provincias de Cáceres y Badajoz en una ofensiva hacia el oeste, hasta alcanzar la frontera con Portugal. El propósito era dividir en dos partes el área controlada por el bando nacional en la zona de Extremadura, separando Andalucía y León bajo dominio de los sublevados. Sin embargo, el plan terminó siendo abortado y jamás se llevó a cabo debido a que, para que el plan tuviera éxito era necesario tiempo para preparar al ejército, así que, para ganar dicho tiempo, se atacó Aragón con intención de llegar a Zaragoza, cosa que no ocurrió, pues fracasaron demasiado rápido por la falta de experiencia y profesionalidad de los soldados. Para ganar aún más tiempo, se llevó a cabo la batalla del Ebro. A pesar de todo, no permitieron a Vicente Rojo efectuar el ataque.

## Contexto
Fracasado el golpe de Estado militar iniciado el 17 de julio de 1936, la sublevación degeneró en una larga guerra civil. Tras unos primeros días de confusión, a finales de julio. estaba claro que los rebeldes dominaban en la península una amplia zona en Galicia, toda Navarra y la fracción occidental de Aragón junto con una zona más reducida en el sur, cuyos enclaves más importantes eran las localidades de Córdoba, Granada, Cádiz y Sevilla. De esta última ciudad partieron a principios de agosto de 1936 las primeras columnas que, siguiendo la carretera de Sevilla a Mérida, se adentraron en territorio de Extremadura con el objetivo inmediato de enlazar con la zona rebelde de Cáceres ocupando los pueblos y ciudades intermedios. El rápido avance de las columnas nacionales entre los meses de agosto a octubre en su marcha hacia Madrid dejó un flanco estrecho y poco protegido en la provincia de Badajoz.
Durante los meses de noviembre y diciembre la atención de los dos bandos se concentró en la batalla de Madrid, que ambos contendientes creían decisiva. Una vez fracasado el asalto frontal a la capital, los franquistas desencadenaron una serie de ataques de flanco con el objetivo de completar el cerco de Madrid y conseguir así su caída. Estas operaciones dieron lugar a las batallas de la carretera de La Coruña, Jarama y Guadalajara. El fracaso de estas acciones ofensivas dio como resultado un cambio estratégico en los planes de Franco, que se decidió a llevar la acción militar a la zona norte republicana (Asturias, Santander y Vizcaya) con el fin de liquidar este segundo frente y desplazar a su favor el aparente equilibrio estratégico.
En este contexto volvieron a cobrar importancia teatros de operaciones que antes se estimaron secundarios. Uno de los sectores que llamó la atención de los estrategas del Ejército Popular de la República era el debilitado frente de Extremadura. Las zonas de Zafra y Mérida importantes cruces de carreteras y ferrocarriles Ocupadas respectivamente los días 7 y 11 de agosto de 1936 por las columnas nacionales procedentes de Sevilla, constituían puntos importantes en la retaguardia franquista. El triunfo de los sublevados en la batalla de Badajoz el 15 de agosto de 1936 terminó de cerrar todo contacto de la zona republicana con la frontera portuguesa, consolidando el control de los rebeldes sobre un territorio continuo que cruzaba todo el oeste se España de norte a sur. La carretera de Sevilla a Mérida era una de las vías de comunicación más relevantes de la zona alzada, dado que permitía el acceso de armas, tropas y pertrechos tanto desde los puertos del sur a la zona norte.

## El plan
Los proyectos elaborados por el mando del Ejército Popular de la República, tenían como finalidad el dividir la zona nacional en dos, atacando en los frentes de Extremadura (por la zona de Mérida), incluyendo el tardío intento fallido llevado a cabo en enero de 1939.
Se intentó llevarla a cabo en tres ocasiones:
- Los meses de abril y mayo de 1937, cuando el Ejército Popular trataba de poner en marcha su primera ofensiva de altos vuelos. Finalmente, las disensiones internas y la crisis del gobierno de Largo Caballero dieron al traste con la operación planeada.
- Octubre de 1937 a febrero de 1938, cuando, tras la aniquilación del frente norte, la República necesitaba desesperadamente tomar la iniciativa estratégica. En este caso, la operación fue cancelada ante la urgencia republicana de defender el territorio ganado en la batalla de Teruel. Pocos meses después, el ejército nacional lograba alejar la línea del frente de la ciudad de Mérida y de la frontera portuguesa, con lo que las posibilidades reales de la República de conseguir partir en dos el territorio de los sublevados disminuían considerablemente.
- Enero de 1939, en plena Ofensiva de Cataluña, cuando el Ejército Popular Republicano lanzó su último y desesperado ataque en el sector de Valsequillo con el objetivo inicial de llegar a Llerena. Sin embargo, pese a ganar una considerable extensión territorial, la ocasión propicia para la maniobra decisiva había pasado y los republicanos no fueron capaces de conseguir su meta de cortar en dos la zona enemiga. Este fue el último intento de poner en marcha algo parecido al plan de abril de 1937 o al plan P que diseñara el general Vicente Rojo en diciembre de ese mismo año.[2]

### Primer intento
Tras la derrota italiana en Guadalajara, en marzo de 1937 el general Franco acepta la imposibilidad de tomar Madrid a corto plazo y acabar rápido con la guerra, por tanto el estado mayor sublevado decide atacar el frente norte, para acabar con el equilibrio estratégico existente. De hecho el 31 de marzo de 1937 empieza la ofensiva de los nacionales contra Vizcaya, mandados por el general Emilio Mola.
Ante esto el Ejército Republicano planea una ofensiva para aliviar la situación en el norte se concibe una ofensiva por la región de Extremadura, en Mérida, importante centro de comunicaciones y vías de transporte. El objetivo era aislar Andalucía del resto de la zona rebelde para atacarla por separado, impedir una ofensiva mayor del bando nacional en el Frente Norte y terminar el cerco sobre Madrid, al cortar la línea enemiga de provisiones en el Tajo. Para esto había que conquistar Mérida, Oropesa y la línea Valdemorillo-Brunete-Villaviciosa de Odón.
Para el ataque de Mérida se movilizarían 8 brigadas mixtas, 14 baterías, una o dos compañías de tanques y dos de zapadores. Se dividirían en 3 columnas, la principal (6 brigadas) atacaría Don Benito, Guareña, Alange, Villanueva de la Serena y la Haba. La secundaria atacaría la Castuera, Hornachos, Villa Franca, Higuera de la Serena y Zalamea. Otra columna quedaría de reserva. El plan se fechó para el 22 de abril y antes de 5 de mayo de 1937 y estaría al mando del coronel Álvarez Coque. Se asignaron para la ofensiva 300 camiones, 300.000 litros de gasolina y 20 toneladas de grasa para cada columna. Se emplearía una fuerza de 100.000 hombres, con alta moral tras la batalla de Guadalajara. Los nacionales que no esperaban una ofensiva por esa región tenían pocos soldados para hacerles frente de forma inmediata.
Tras la división de la zona rebelde, que constituiría un duro golpe político y moral al adversario, se esperaba la posibilidad de atacar Andalucía y someterla a mediano plazo. Muchos políticos y algunos militares republicanos esperaban que tras la ofensiva se produjera un alzamiento popular en Andalucía acabando con la retaguardia enemiga, considerando la brutal represión antirrepublicana ejecutada por los sublevados en la región extrmeña durante el verano y otoño de 1936.
El Plan P se fue retrasando debido a la necesidad de mandar fuerzas a otros sectores que se consideraban vulnerables, por la inferioridad aérea y no poder movilizar la artillería. Además influyó la rivalidad de los comunistas contra Largo Caballero, ya que si este último apoyaba el ataque se vería beneficiado al igual que los líderes del PSOE Este cálculo político causó que los asesores militares llegados de la Unión Soviética aconsejaran al gobierno republicano un ataque en la zona central de Castilla la Vieja en lugar del Plan P. Los mandos militares afines al PCE también dificultaron el ataque, sobre todo en lo que se refiere a combate aéreo en tanto los asesores soviéticos acabaron ofreciendo solo 10 aviones para tan ambicioso proyecto. Tras los Sucesos de mayo de 1937 en Barcelona, el gobierno de Largo Caballero debió dimitir el 15 de mayo y este evento, sumado a los sucesivos retrasos (por los que la fuerza para la ofensiva se redujo a 40.000 hombres) causaron que el 25 de agosto el primer Plan P terminase por abortarse de forma definitiva.

### Segundo intento
El nuevo gobierno de Juan Negrín, en alianza con los socialistas de Indalecio Prieto y con el Partido Comunista de España, proyectaron dos ofensivas para auxiliar al frente del norte, una en los alrededores de Madrid como preconizaban los asesores soviéticos (la Batalla de Brunete) y otra en Aragón para amenazar la ciudad de Zaragoza (Batalla de Belchite). Ambos intentos lograron arrebatar a los franquistas solo poco territorio y algunas localidades de poco valor táctico, pero fracasaron en su objetivo de evitar la caída del norte: los sublevados tomaban Gijón el 21 de octubre de 1937 y eliminaban el último bastión republicanao a orillas del Mar Cantábrico. 
Ante este duro golpe, el general Vicente Rojo planeó una ofensiva en la zona de Extremadura como una reedición del Plan P, en busca de recuperar la iniciativa tras la pérdida del frente norte. Muchos militares republicanos, temían que tras la derrota en el norte el ejército sublevado volvería a atacar Madrid, con una fuerza más numerosa y mejor armada gracias a las industrias de Asturias y País Vasco. 
Para impedir el presunto ataque Rojo planeó utilizar 3 cuerpos de ejércitos en una ofensiva sorpresa, en total un ejército de maniobra de 100.000 hombres. Se fechó el ataque para el 8 de noviembre. La ofensiva se lanzaría desde Extremadura y giraría hacia el sur para penetrar en territorio andaluz y tomar Sevilla, evitando alcanzar la frontera portuguesa de inmediato y así eludir un conflicto diplomático (o incluso una intervención directa de Portugal, gobernado por el profascista Oliveira Salazar). Sin embargo el 1 de noviembre el plan fue rechazado por el Consejo de Guerra dirigido por el ministro de Defensa, Indalecio Prieto. El Consejo alegó que para la ofensiva habría de debilitar otros frentes, prefiriéndose esperar el ataque enemigo con todos los frentes bien fortalecidos. Además se invocó que las fuerzas republicanas no tenían armas, aviones ni suministros suficientes para arriesgarse a tal ofensiva. 
A pesar del rechazo Rojo siguió insistiendo y el 10 de diciembre replanteó la ofensiva, esperando utilizar en esta ocasión 5 cuerpos de ejército. El plan se dividía en tres fases, la ocupación de los pasos del Guadiana, desde Medellín hasta la frontera portuguesa dividiendo en dos al enemigo; luego ocupar la cuenca minera de Peñarroya y finalmente aprovechar el éxito inicial para ejercer presión contra Sevilla. La ofensiva sería apoyada por ataques secundarios contra Huesca, el valle del Tajo y Granada. Nuevamente el gobierno de Negrín desautorizó la idea, y los socialistas negrinistas, junto con el PCE, apoyaron la idea de lanzar un ataque en Aragón dirigiendo sus fuerzas sobre Teruel el 22 de diciembre. La resultante batalla reclamó gran cantidad de tropas e impidió toda ofensiva en otro punto del frente, luego el inmediato desastre republicano en la Ofensiva de Aragón terminó por destrozar las mejores tropas del Ejército Popular Republicano con las cuales Rojo contaba para el Plan P.

### Tercer intento
En enero de 1939 finalmente se lanzó una pequeña ofensiva basada en el Plan P original para distraer el esfuerzo nacionalista en la Ofensiva de Cataluña. El ataque fue inesperado, y las tropas republicanas consiguieron avanzar desde Hinojosa del Duque y Pozoblanco hasta arrebatar gran cantidad de territorio a los sublevados en el sector de Peñarroya y de Valsequillo, al norte de la Provincia de Córdoba, ataque al cual se dio el nombre de batalla de Valsequillo.
El ataque se inició el 5 de enero de 1939 pero se vio detenido prontamente; las noticias recibidas sobre la caída de Barcelona y el fin de la ofensiva catalana terminaron por decidir a los mandos republicanos a detener el ataque y retirarse en los primeros días de febrero, considerando inútil el sacrificio de más hombres y material. Pese a que el balance de la batalla de Valsequillo fue favorable a los republicanos en cuanto a ganancia de territorio con pocas pérdidas, no tuvo utilidad alguna en una fase de la guerra donde la supremacía del bando nacional era ya irreversible.